# محطة الشمال (باريس)

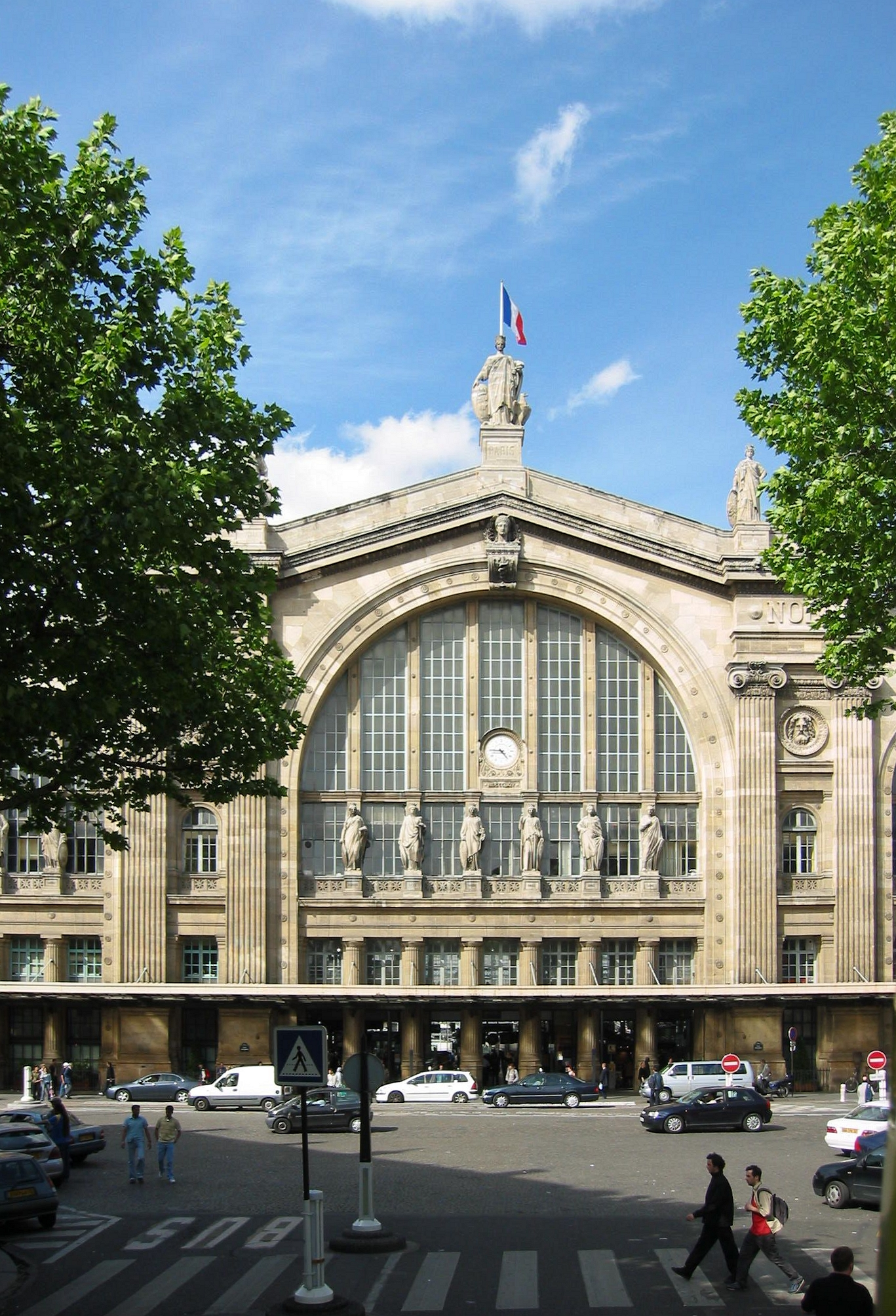
المحطة من الخارج

محطة الشمال أو باللفظ الفرنسي غار دو نور بالفرنسية (Gare du Nord)
واحدة من ست محطات رئيسية في باريس يبلغ عدد مسافريها ما يقارب الـ 180 مليون نسمة سنويا وتعد الثانية في أوروبا من حيث الازدحام وإحدى أكثر المحطات ازدحاما في العالم.

## أهميتها
تصل هذه المحطة بين باريس و لندن. ففيها ينتهي خط الأورو ستار الذي يذهب إلى لندن.

## الموقع
تقع هذه المحطة في الدائرة العاشرة والدائرة الثامنة عشر حيث تفصل خطوطها بين حيين من أحياء الدائرة الثامنة عشرة وهما حي كوت دور وحي الشابل.